# Water Horse - La leggenda degli abissi
Water Horse - La leggenda degli abissi è un romanzo del 1990 di Dick King-Smith, da cui è stato adattato il film del 2007 The Water Horse - La leggenda degli abissi.

## Trama
La storia è ambientata in Scozia negli anni trenta. Il giovane Angus e sua sorella Kirstie vivono in una grande casa sulla scogliera , con la madre e nonno Mugugno. Il padre dei ragazzi è un marinaio e trascorre lunghi periodi lontano da casa . Un giorno, dopo una forte mareggiata, l'intera famiglia va a perlustrare la riva alla ricerca di oggetti alla deriva. Succede così che Angus scopre quello che sembra un enorme e misterioso uovo di pesce e decide di prendersene cura. Lo mette nella vasca da bagno di casa e dopo poco, da esso esce uno strano animaletto col corpo tozzo, con pinne al posto delle zampe, un lungo collo ed una testa che sembra quella di un cavallo. e Angus cercano di tenerlo nascosto finché non lo vede Mugugno.   
Cominciano così, con qualche difficoltà, a prendersi cura di quella strana bestiola che però cresce a vista d'occhio, tant'è che, ben presto, dalla vasca dei pesci dove lo avevano trasferito e cresciuto per i primi mesi, dovranno trasferirlo in un piccolo lago vicino alla casa, dove Crusoe (l'hanno chiamato così dal nome del famoso naufrago Robinson Crusoe) si ambienta subito, anche perché in quel nuovo ambiente trova una grande quantità di cibo. Ma, dopo circa tre anni, Crusoe è cresciuto enormemente .